# Tsu (cidade)
Tsu (津市 -shi) é uma cidade japonesa localizada na província de Mie. 
Em 2013 a cidade tem uma população de 285 158 habitantes  e uma densidade populacional de 1 612,15 h/km². Tem uma área total de 101,86 km². 
Recebeu o estatuto de cidade a 1 de Abril de 1889.

## História
Tsu originalmente desenvolvida como uma de estilo feudal . Durante a era Edo , tornou-se um ponto de parada popular para os viajantes para o santuário de Ise , cerca de 40 km ao sudeste. A antiga cidade foi fundada em 01 de abril de 1889, embora tenha sido reconstruída desde então e permanece como uma das principais cidades da região.
A cidade de Tsu foi submetido a ataques aéreos durante a  Segunda Guerra Mundial .
Em 01 janeiro de 2006, a cidade de Hisai e os distritos de Age (bairros Anō, Geinō, Kawage e vila Misato) e Ichishi (bairros Hakusan, Ichishi, Karasu e vila Misugi) foram incorporadas na cidade de Tsu, tornando-se a maior da província por área e a segunda maior por população, atrás de Yokkaichi.

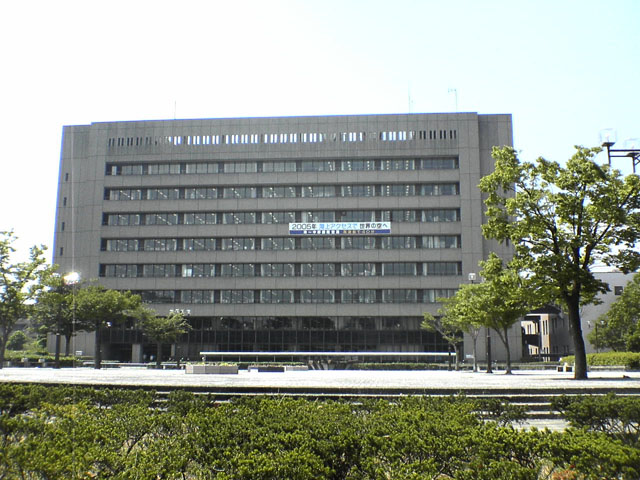
Prefeitura de Tsu

## Economia

### Grandes empresas
- Imuraya, indúsria de confeitaria. [2]
- ZTV, empresa de TV por assinatura. [3]Mie Television

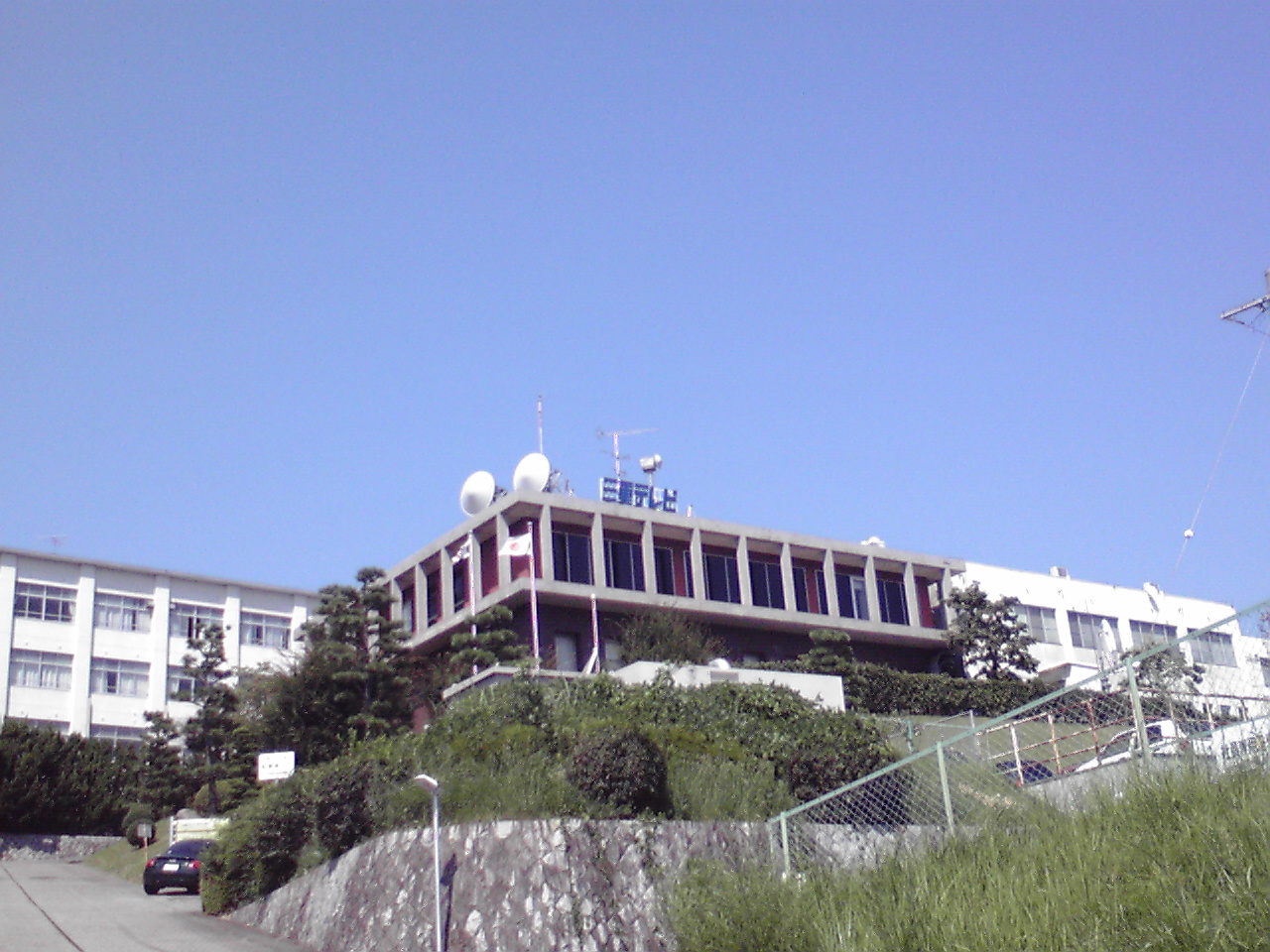
Mie Television

## Cultura

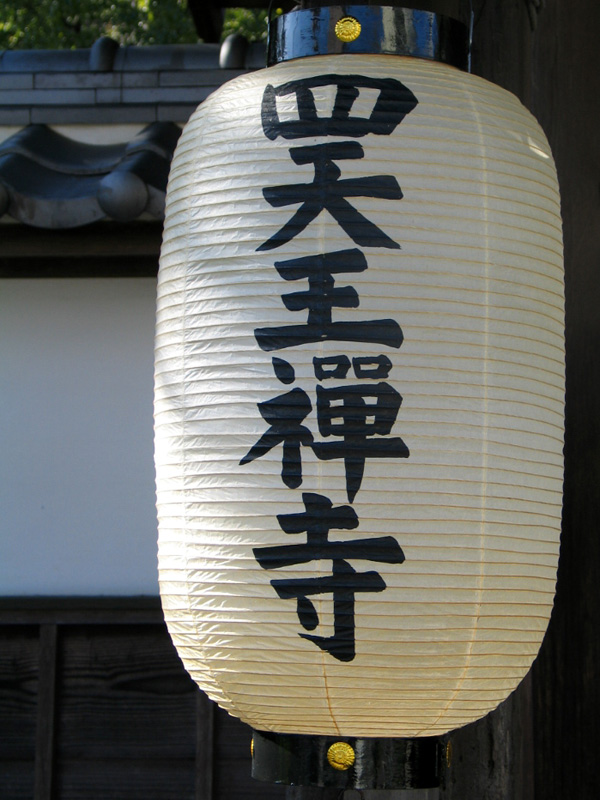
Lanterna de papel típica de Tsu.

Tsu é famosa por sua Tōjin Odori (唐人踊り), um festival que comemora a chegada do Tongsinsa Joseon . Pois representa a delegação da Coreia durante o período feudal . Também são comemorados Tōjin Odori  e Mie e-Ushimado cho . 
Na região central da cidade se localiza o Parque Ojō, onde se encontram as ruínas do Castelo de Tsu.
É cidade-irmã de Osasco/SP, promovendo intercâmbio cultural entre jovens estudantes das cidades.

## Educação

### Universidades

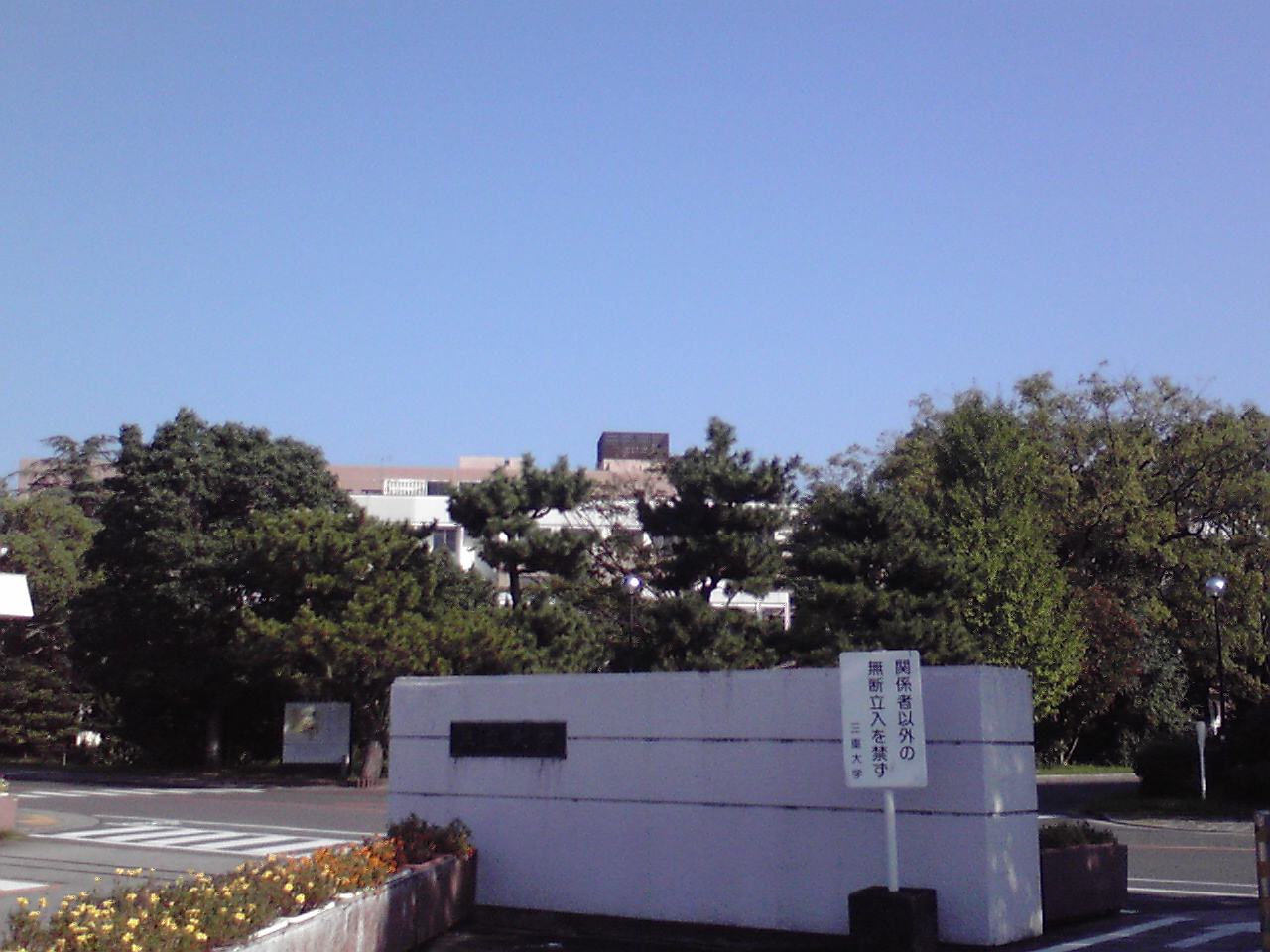
Universidade de Mie

- Universidade de Mie (三重大学, Mie Daigaku): É a única universidade nacional da província.
- Faculdade Mie Tanki (三重短期大学, Mie Tanki Daigaku)
- Faculdade de Enfermagem da Província de Mie (三重県立看護大学, Mie Kenritsu Daigaku)
- Faculdade Tanki Takada (高田短期大学, Takada Tanki Daigaku)

## Transporte

### Ferrovias
Linhas:
- JR Tokai
  - Linha Kisei (Kisei-sen)
- Kintetsu 
  - Linha Nagoya (Nagoya-sen)
- Ferrovia Ise (Ise Tetsudo-sen)

### Aéreo
- Aeroporto Internacional de Chubu, se localiza em uma ilha artificial na Baía de Ise  e é acessível por barco de alta velocidade.

## Cidades-irmãs
- Shunan, Japão
- Higashishirakawa, Japão
- Kamifurano, Japão
- Osasco, Brasil
- Zhenjiang, China